# St. Nicolai (Alferde)

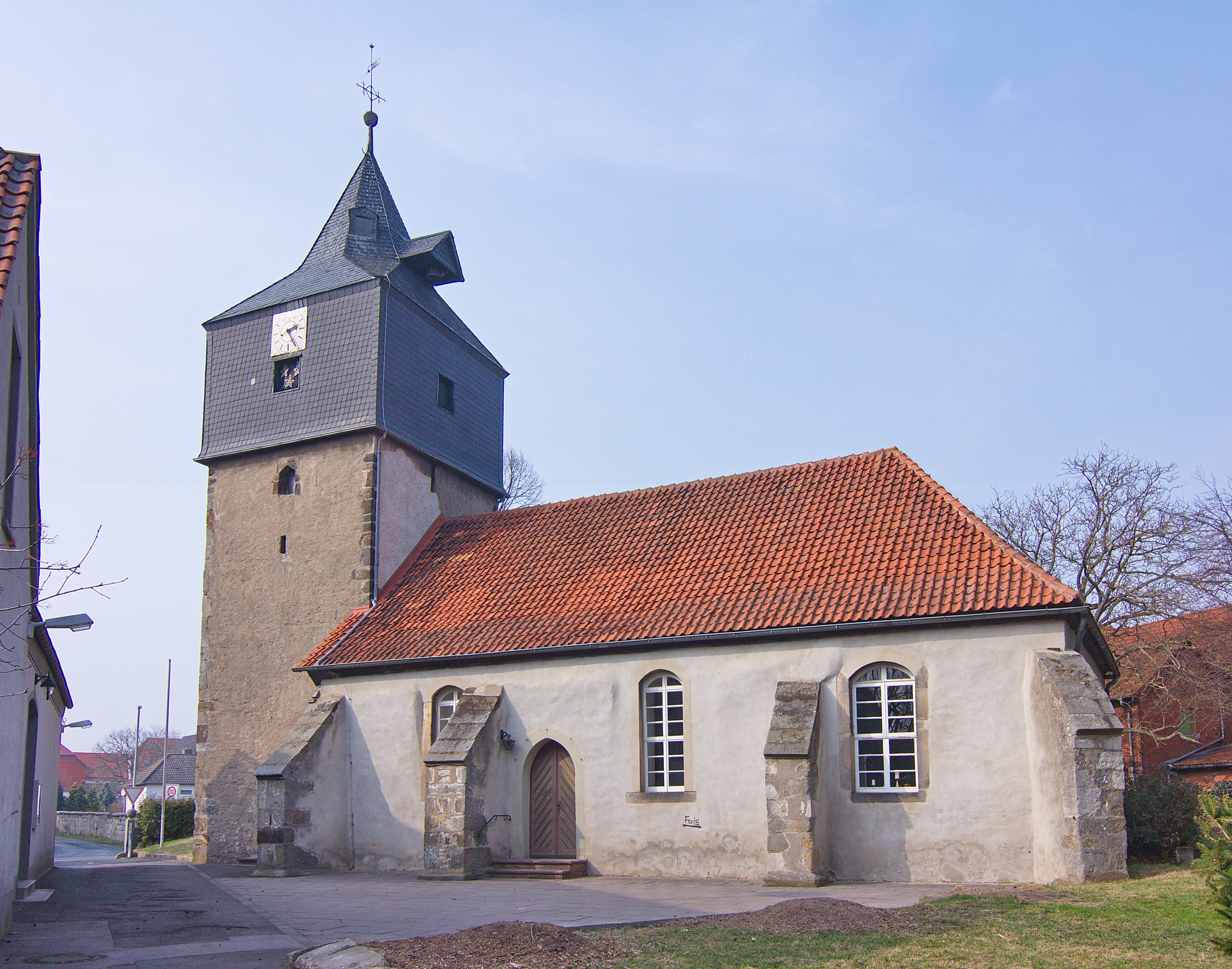
St. Nicolai

Die evangelisch-lutherische Kirche St. Nicolai steht in Alferde, einem Ortsteil der Stadt Springe in der Region Hannover von Niedersachsen. Die Kirche steht unter Denkmalschutz. Die Kirchengemeinde gehört zum Kirchenkreis Laatzen-Springe im Sprengel Hannover  der Evangelisch-lutherischen Landeskirche Hannovers.

## Beschreibung
Die erste massive Kirche entstand um 1000, das heutige Kirchenschiff aus verputzten Bruchsteinen um 1200. Die Strebepfeiler wurden nachträglich angefügt. Der quadratische Kirchturm im Westen wurde um 1300 an der Stelle eines älteren Vorgängers errichtet. Der Chor im Osten hat einen geraden Abschluss. Das Kirchenschiff ist mit einem Satteldach bedeckt, das im Osten abgewalmt ist. Der Kirchturm erhielt 1822 ein zusätzliches Geschoss aus verschiefertem Holzfachwerk, in dem sich der Glockenstuhl und die Turmuhr befinden. Überdacht ist der Turm mit einem ins Achteck übergeführten Helm, auf dem der Kragträger für die Schlagglocke sitzt, die J. F. Weule gegossen hat. Um 1734 wurde das Bauwerk zur barocken Saalkirche umgestaltet.
Der Innenraum ist von einer muldenförmigen Holzbalkendecke in Längsrichtung überspannt. Im 19. Jahrhundert wurden dreiseitig umlaufende Emporen eingebaut. Der barocke Kanzelaltar wurde bei der Innenrenovierung 1961/62 entfernt. Die gemauerten Stipites sind schlicht. Das pokalförmige achteckige Taufbecken steht auf einem kegelförmigen Postament. Die Orgel mit zehn Registern, verteilt auf zwei Manuale und ein Pedal, wurde 1875 von Philipp Furtwängler & Söhne gebaut. 1956 wurde sie von Emil Hammer umgebaut, der sie 1985 auch restaurierte.